# Castell del Poyo
Les ruïnes del Castell del Poyo es troben al cim d'un elevat turó (Turó del Poyo), són conegudes com a Fort del Collado, es troben al terme municipal d'Alpont a uns 12 quilòmetres al nord d'aquesta població, a prop de llogaret del Collado.
L'ascens al castell es fa a peu i dura una mitja hora. Es tracta d'un bé d'interès cultural, amb codi RI-51-0009343

## Història
El Castell del Poyo s'aixeca sobre un turó de 1475 metres al nord del terme d'Alpont, molt a prop de la línia divisòria amb la província de Terol.
L'emplaçament va haver de ser ocupat des de molt antic, com ho proven les troballes documentades des de l'edat del bronze, així com  ibèric,  romà,  àrab,  medieval i arribant la seva ocupació fins a la Tercera guerra carlina, quan el 6 agost de 1840 va ser pres per les tropes liberals i assolat. Algunes de les troballes es conserven al Museu Arqueològic Municipal d'Alpont. Hagué una fortalesa musulmana, ocupada i mantinguda en ús pels  conqueridors cristians degut al seu alt valor estratègic, fins que va ser progressivament abandonada fins a les Guerres Carlines, en què va jugar un destacat paper, arribant a albergar una acadèmia de promoció d'oficials de l'exèrcit carlí.
El seu origen sembla romà, ja que al seu entorn s'han trobat monedes i altres peces arqueològiques d'aquesta època, però els musulmans ho construirien o reconstruirien al segle x. Va ser reformat al segle xix.
Els fets d'armes més importants en què va intervenir aquesta fortalesa van ocórrer durant les Guerres Carlines, en què va jugar un destacat paper. Un cop rendida Morella durant la  Primera Guerra, les tropes que ocupaven el Castell del Poyo es van negar a abandonar-lo, havent de ser pres per les forces del  general Azpiroz. A la  Segona Guerra, a 1875, quan ja s'havien retirat al nord de l'Ebre totes les tropes carlines després de la capitulació de Cantavieja, el castell va seguir fidel al carlisme, resistint tots els atacs de les forces del general Manuel de Salamanca, fins que va haver de rendir després d'un intens bombardeig  artiller. La seva caiguda va significar la fi d'aquesta guerra en terres  valencianes.
Poc queda avui sobre la rasant del cim del poderós Fort del Collado després de la presa i consegüent destrucció a mans de les tropes liberals al comandament del  general Salamanca. L'arrencada de la muralla  perimetral i les seves torres sobre el faralló rocós, a l'interior, gran quantitat de ruïna entre la qual s'endevina el traçat de les construccions interiors i en algun punt, la volta que aflora d'alguna construcció subterrània. També pels vessants hi ha restes, tant de pedra de construcció com trossos de ceràmica. Les necessitats de material de construcció dels llogarets veïns han fet la resta.
La construcció sembla tota ella de pedra en sec, amb zones rejuntades amb  morters de calç, probablement treballs de manteniment i consolidació al llarg del temps.

## Descripció
El seu perímetre és irregular, amb uns 200 m de longitud per 80 d'amplada en els seus eixos majors. El cim està format per un penyal completament tallat de 10 m d'alçada, sobre el qual s'assenta l'obra de carreus, de la qual queden algunes restes d'emmurallaments, però cap torre.

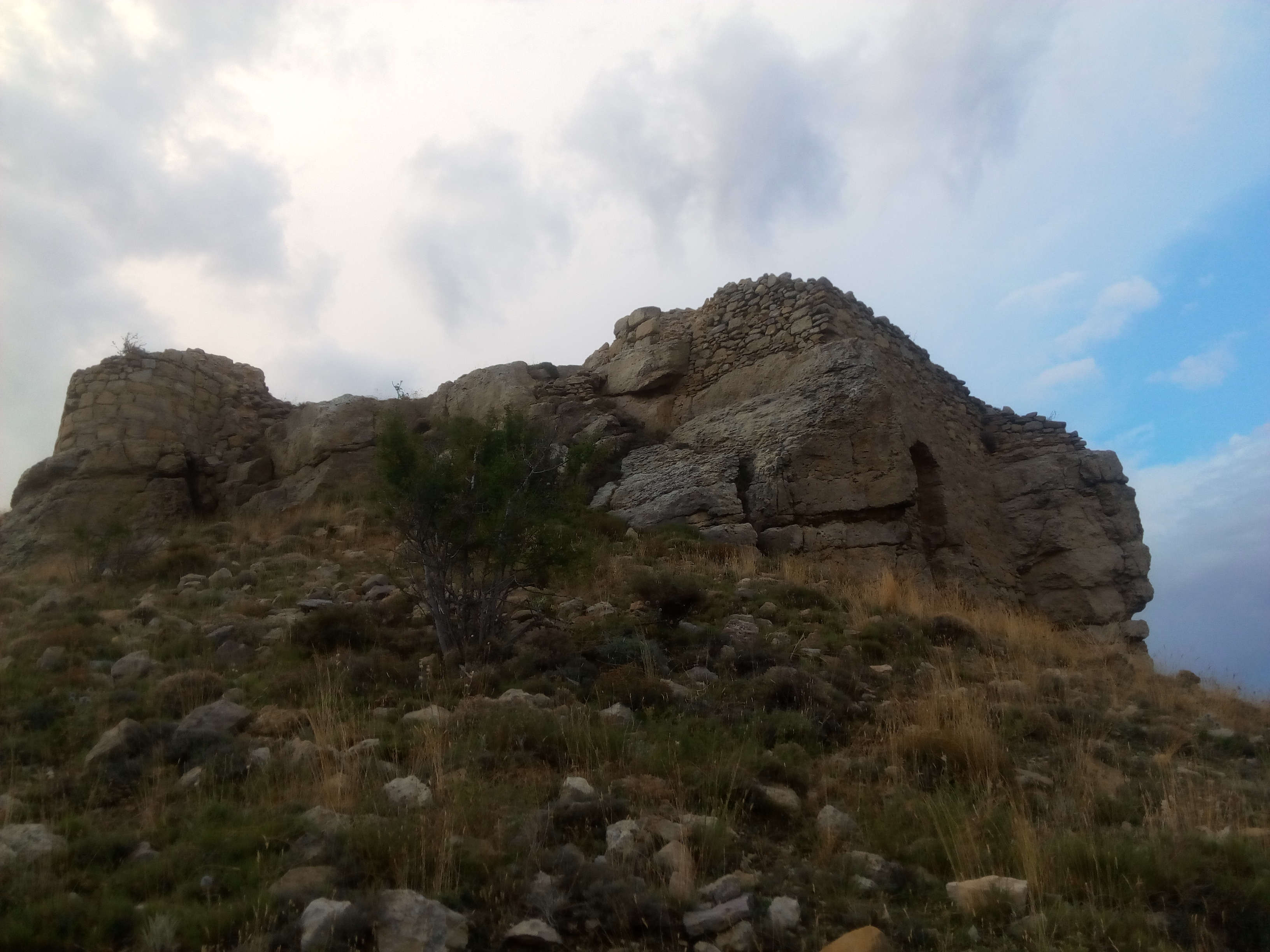
Detall de la porta i restes d'una possible torre